# Ludwik Młyński
Ludwik Młyński (ur. 8 marca 1934 w Wielebniszkach w przedwojennym powiecie wileńsko-trockim na Wileńszczyźnie, zm. 11 lutego 1998 w Mejszagole) – polski nauczyciel, działacz społeczny oraz publicysta działający na Litwie. Współzałożyciel Stowarzyszenia Społeczno-Kulturalnego Polaków na Litwie.

## Życiorys
Po ukończeniu Instytutu Nauczycielskiego w Nowej Wilejce rozpoczął pracę w szkolnictwie na terenie ówczesnej Litewskiej SRR. Najpierw w szkole podstawowej w Korwiu jako dyrektor, następnie w latach 1963-1969 był dyrektorem Szkoły Średniej w Mejszagole. W latach 1969–1972 był kierownikiem Wydziału Kultury rejonu wileńskiego. W 1972 roku powrócił do szkolnictwa gdzie był zastępcą dyrektora Szkoły Średniej w Bezdanach pod Wilnem, dyrektorem Szkoły Średniej w Duksztach i wreszcie dyrektorem Szkoły Średniej w Suderwie.
Poza pracą w szkolnictwie był także działaczem społecznym. Wiele także publikował w prasie na Litwie („Czerwony Sztandar”) jak i w Polsce (na przykład w czasopiśmie „Polonistyka”). 
Był członkiem grupy inicjatywnej, która 5 maja 1988 powołała Stowarzyszenie Społeczno-Kulturalne Polaków na Litwie (SSKPL), pierwszą organizację broniącą praw polskiej mniejszości na Litwie.